# Rue Laurent de Koninck
La rue Laurent de Koninck est une rue de la ville belge de Liège, située dans le quartier du Laveu.

## Situation et description
Cette artère se situe dans la partie nord du quartier du Laveu. Longue d'environ 115 m, cette rue rectiligne et en déclivité relie la rue Destriveaux à la rue Henri Maus. Elle compte approximativement 35 immeubles dont la plupart ont été érigés en brique sur un soubassement en moellons de grès durant la fin du XIXe siècle et le début du XXe siècle. La rue applique un sens unique de circulation automobile dans le sens Destriveaux- Henri Maus.

## Odonymie
La rue rend hommage à Laurent-Guillaume de Koninck, né le 3 mai 1809 à Louvain et décédé le 16 juillet 1887  à Liège, paléontologue et chimiste belge.

## Histoire
La voirie est percée en 1890 sur les terrains de propriétaires désireux que la ville de Liège y aménage des voiries.

## Voies adjacentes
- Rue Destriveaux
- Rue Henri Maus

### Source et bibliographie
- Yannik Delairesse et Michel Elsdorf, Le nouveau livre des rues de Liège, Liège, Noir Dessin Production, 2008, 512 p. (ISBN 978-2-87351-143-2 et 2-87351-143-5, présentation en ligne), page 230